# Ugreen
Ugreen (Eigenschreibweise: UGREEN) ist ein chinesischer Elektronikhersteller. Das Unternehmen gehört zur Ugreen Group Ltd., deren Firmensitz sich in Shenzen, Guangdong, befindet. Der deutsche Unternehmenssitz ist in Laatzen. 2024 erzielte die Ugreen Group Ltd. einen Jahresumsatz von etwa 6,7 Milliarden CNY (umgerechnet ungefähr 754 Millionen Euro). Das Unternehmen ist in 130 Ländern auf der ganzen Welt vertreten (Stand: 2024).
Ugreen wurde 2012 von Zhang Quingsen gegründet. Das Unternehmen hat sich auf die Produktion von USB-Hardware, verschiedenen Arten von Ladekabeln und AC-Adaptern sowie weiterem Elektrozubehör und Audiogeräten (beispielsweise In-Ear-Kopfhörern) spezialisiert.